# エディ・ウィレムス
エディ・ウィレムス（Eddy Willems, 1962年-）は、ベルギーのコンピューターセキュリティ評論家、2010年よりウイルス対策ソフトベンダーであるドイツのG Data Softwareのセキュリティ・エヴァンジェリスト。
ブリュッセル自由大学(VUB)でコンピュータ・サイエンスを専攻。1984年以降、システム・アナリスト及びデータリカバリーの仕事を行う。1989 年に、AIDSフロッピー事件と遭遇したのをきっかけに、コンピュータウイルスの研究と情報収集を開始。1991年には、EICAR(欧州コンピュータ・ウイルス対策研究所)の主要メンバーの1人として、創設にかかわる。1995年以降は、ワイルドリストの選定メンバー（ベルギー/ルクセンブルクとEUの責任者）として、既知ウイルスのリサーチを続ける。また、個人サイトである「WAVCI」もマルウェア関連の情報を提供し続けている。同年、マイクロソフト社の「エンカルタ」大百科（国際版）での「ウイルス」の項目を執筆。1996年以降は、ITセキュリティ業界（NOXSやカスペルスキー）で活躍し、この分野に関する論文も多数著している。
2000年には、ベルギー政府の要請で、セキュリティ情報を市民に提供する組織において顧問を務める。2001年3月には、EICARの広報責任者に就任。また、2009年には、ウイルス対策ソフトのテストを公平に提供することを目指したAMTSO（アンチマルウェア・テスト標準化機構）のメンバー。さらに、2010年には、オランダ国家犯罪対策局のハイテク犯罪チーム（THTC)の一人として、36億のスパムを配信していた凶悪ボットネットの解体に協力。
英語、フランス語、ドイツ語、オランダ語（フラマン語）を駆使して、EU、特に中欧地域において、分かりやすく的確にネット犯罪やマルウェアに関する数多くのセミナー、プレゼンテーション、コンサルタント等を行う。各国のCERTやマスコミ等が彼のアドバイスを定期的に受け取っている。
2009年までは、カスペルスキーのセキュリティ・エヴァンジェリストだったが、2010年より、ドイツのセキュリティソフトウェアベンダーであるG Data Softwareに移籍した。2010年11月に初来日。